# 王恩东
王恩东（1966年7月9日—），男，山东济南人，中国计算机系统结构专家，中国工程院院士，浪潮集团首席科学家。中国共产党第十九届中央委员会候补委员。

## 生平
1991年，清华大学硕士研究生毕业。2015年12月7日，当选中国工程院院士。

## 学术贡献
- 高端容错计算机系统关键技术与应用[2]